# Skarga ex vi legis
Skarga ex vi legis (łac. z mocy ustawy) – w dawnym prawie polskim nadzwyczajny środek procesowy, pozwalający zaskarżyć wyroki Trybunałów: Koronnego i Litewskiego do sądu sejmowego pod zarzutem naruszenia uprawnień i wydania wyroku o mocy ustawy (ex vi legis), a więc w istocie bez podstawy prawnej. Był to pierwowzór dzisiejszej skargi kasacyjnej
Skarga ex vi legis była ściśle związana z zasadą praworządności w Rzeczypospolitej Obojga Narodów, która niosła za sobą szereg istotnych konsekwencji prawnych, a w szczególności obowiązek stosowania prawa przez urzędy oraz sądy. Zasady tej w szczególności przestrzegać miały Trybunały, zarówno Koronny, jak i Litewski.

## Podstawa skargi
Konstytucje sejmowe z lat 1627 i 1638 przewidziały możliwość kasowania wyroków trybunalskich, które nie miały wyraźnej podstawy prawnej i tym samym samodzielnie tworzyły prawo (decreta vim legis sapientes), ale nie określiły jednoznacznie, kto jest kompetentny do ich znoszenia. Dopiero Korektura Trybunału z 1726 r. uzupełniła ten brak stanowiąc, że tego typu dekrety (wyroki) nie powinny być egzekwowane, ale kasowane na najbliższym posiedzeniu Trybunału.
W sprawach karnych skarga ex vi legis dawała ochronę przed arbitralnością sądu, wymuszając między innymi przestrzeganie reguły nullum crimen et nulla poena sine lege (żadnego przestępstwa ani żadnej kary bez przepisu prawa).

## Stosowanie
Z założenia skarga ex vi legis miała stać na straży zasady praworządności Rzeczypospolitej Obojga Narodów, zapobiegając nadużywaniu prawa przez Trybunały. Z czasem jednak stała się ona środkiem w walkach wewnątrzpolitycznych. Poszczególne stronnictwa polityczne prowadziły zacięte walki o obsadzanie składów trybunałów przekupionymi przez siebie deputowanymi, którzy reprezentowali ich interesy. Stronnictwo, które uchwyciło w swe ręce wpływ na wymiar sprawiedliwości, mogło skutecznie gnębić bądź trzymać w szachu przeciwników, a zjednywać i utrzymywać przy sobie zwolenników. Kasowanie wyroków trybunalskich na podstawie skargi ex vi legis w praktyce stosowano bez ograniczeń, co doprowadziło trybunały do niezwykle groźnego kryzysu, spowodowanego niemożnością wydania przez nie prawomocnych rozstrzygnięć.  